# Chipiu noiroux
Poospiza nigrorufa
Espèce
Statut de conservation UICN

 LC  : Préoccupation mineure
Le Chipiu noiroux (Poospiza nigrorufa) est une espèce de passereau appartenant à la famille des Thraupidae.

## Répartition
On le trouve en Bolivie, au Brésil, au Paraguay, en Argentine et en Uruguay.